# Bosque seco
El bosque seco, xerófilo, caducifolio, también llamado selva seca, tropófila, caducifolia o también hiemisilva, es el ecosistema de semidensa o densa vegetación arbolada, que alterna climas estacionales lluviosos breves con climas secos más prolongados. Es uno de los catorce biomas con los que el WWF clasifica las ecorregiones terrestres dándole la denominación de Bosque seco tropical y subtropical de hoja ancha. Se encuentra en latitudes tropicales y subtropicales, y ocupa una extensión total de 11,5 millones de km².

## Situación geográfica
Los bosques secos suelen situarse entre selvas lluviosas y ecosistemas áridos como desiertos subtropicales y sabanas, en ambos hemisferios, entre 10° y 20° de latitud. El Gran Chaco, el Bosque Chiquitano — o Chiquitania— de Bolivia y la Selva Lacandona de México son los más biodiversos. En la costa del Pacífico de Ecuador y Perú está el Bosque seco ecuatorial, que debido a su aislamiento alberga gran cantidad de endemismos, al igual que las de África sudoriental, bosque seco de Madagascar y de Nueva Caledonia. Las de India e Indochina destacan por su gran diversidad de grandes vertebrados e invertebrados.

## Clima
El bosque seco tropical presenta un clima cálido durante todo el año, con temperaturas entre los 25 y los 30 °C, y con lluvias relativamente abundantes, de 300 a 1.500 mm. Este bioma pasa por una larga estación seca, durante el invierno astronómico, que dura de cuatro a nueve meses.
El bosque seco subtropical tiene menor temperatura y por lo tanto menor evapotranspiración, sosteniéndose con una precipitación anual entre 500 y 1000 mm.
Cuando la pluviosidad es intermedia entre el bosque seco y la selva lluviosa, recibe el nombre de bosque o selva monzónica o también selva estacional o subhúmeda, y se encuentran en zonas climáticas de sabana o clima monzónico con precipitaciones de unos 2000 mm anuales.

## Flora
En la mayoría de estos bosques predominan los árboles caducifolios, como la teca y la uña de vaca (Bauhinia variegata), que durante la estación seca pierden las hojas. Como las plantas pierden humedad a través de las hojas, eso les permite conservar agua durante el período seco. Los árboles desnudos abren el dosel y permiten que los rayos solares lleguen al suelo, lo que facilita el crecimiento de un denso sotobosque. En las zonas más húmedas, así como en las menos fértiles, los árboles tienden a ser perennifolios. Forman también algunos de los ecosistemas maderables más valiosos, ya que, aunque tienen menos especies que en las verdaderas selvas ecuatoriales, son comercialmente de gran utilidad (caoba, jabillo, samán, etc.).

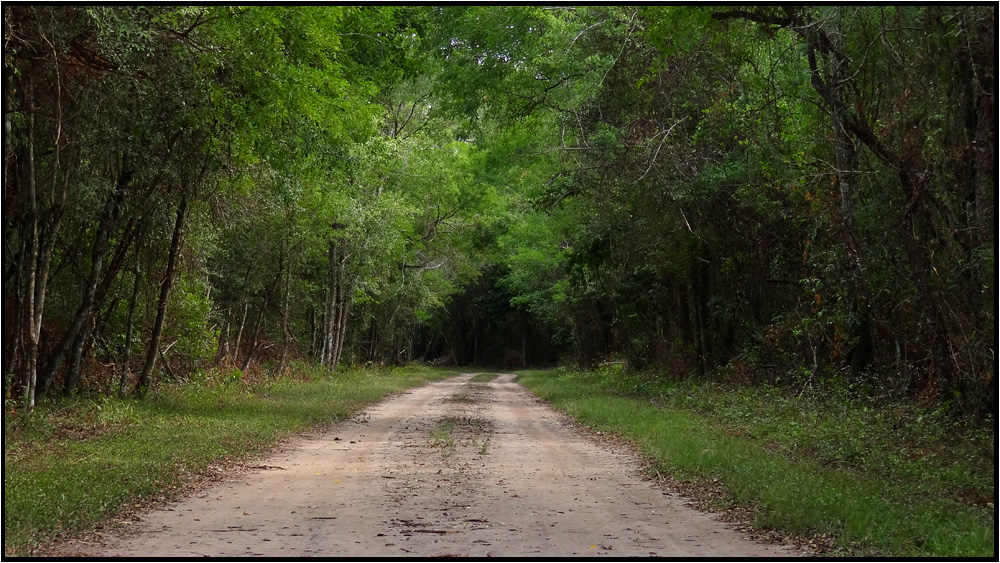
Bosque seco chaqueño del parque nacional Chaco, Argentina.

## Fauna
Los bosques secos albergan una rica fauna de monos, ciervos, felinos, loros, lagartos, roedores y aves. Aunque su biodiversidad es menor que la de las selvas lluviosas, la biomasa de mamíferos suele ser mayor, sobre todo en los bosques de Asia y África. Muchas especies están extraordinariamente adaptadas al duro clima.

## Patrones de biodiversidad y necesidades de conservación

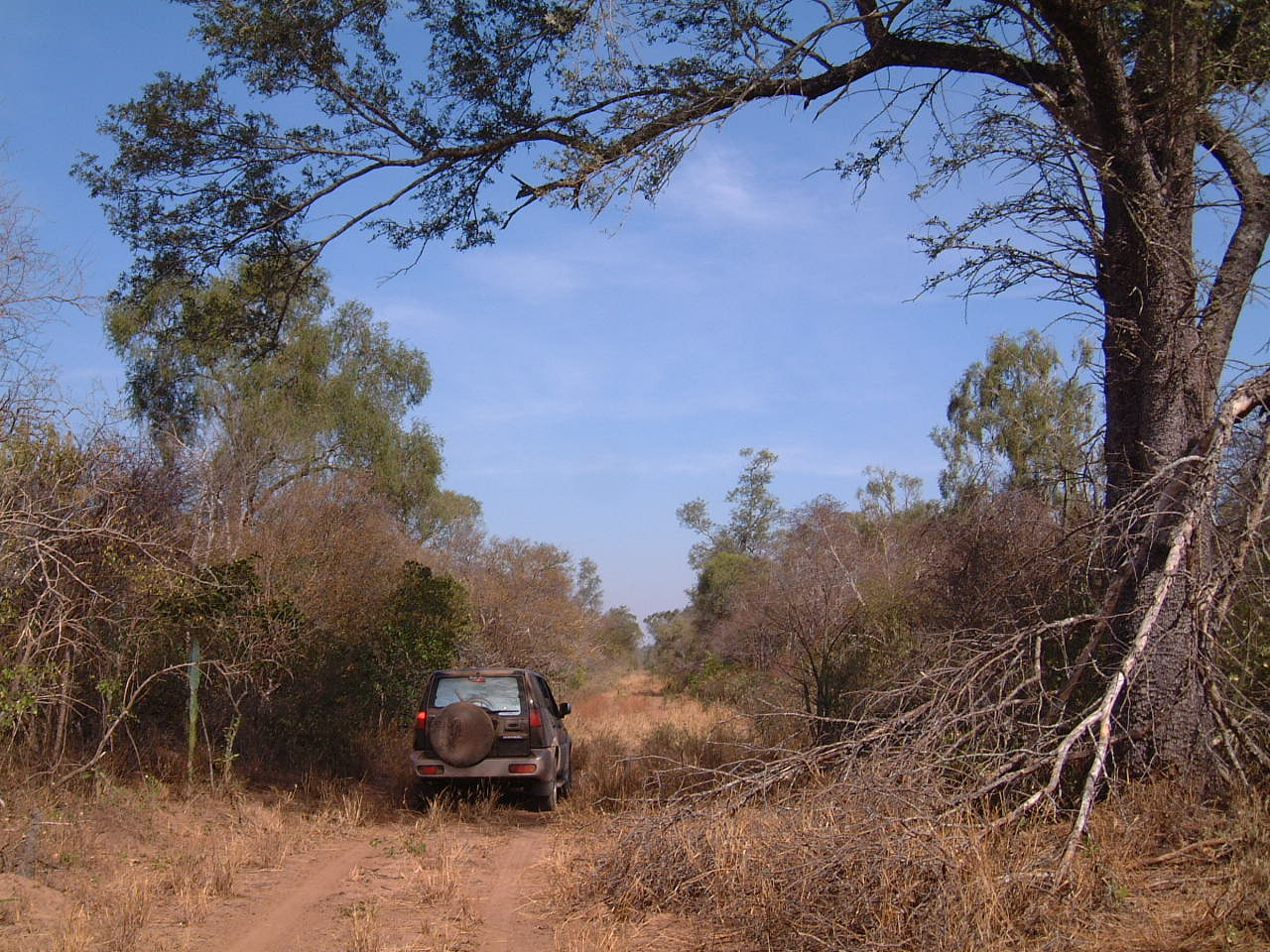
Bosque del Chaco seco en Paraguay

Las especies suelen tener áreas de distribución más extensas que en la selva húmeda; la mayor parte están restringidas a este bioma, especialmente las plantas; la biodiversidad es alta, pero generalmente menor que en las selvas ombrófilas adyacentes.
La conservación de estos bosques requiere la protección de áreas extensas y continuas para la supervivencia de los grandes depredadores y otros vertebrados, y para proteger a las especies de la caza. La preservación de las selvas ribereñas y de las fuentes de agua son fundamentales para muchas especies. También son necesarias grandes extensiones para posibilitar la recuperación de las especies después de sucesos ocasionales, tales como incendios forestales.
Las selvas tropófilas son muy sensibles a los incendios y la deforestación; el pastoreo y las especies exóticas pueden alterar muy rápidamente las comunidades naturales. Se degradan con facilidad y se convierten en matorrales espinosos o praderas secas (sabanas).